# Wang Yifu
Wang Yifu (n. 4 decembrie 1960, Liaoyang⁠(d), Republica Populară Chineză) este un trăgător de tir ce a reprezentat Republica Populară Chineză, medaliat olimpic. A participat la 6 ediții ale Jocurilor Olimpice (1984, 1988, 1992, 1996, 2000, 2004) în care a câștigat două medalii de aur, 3 medalii de argint și o medalie de bronz.